# 치경 접근음
치경 접근음(齒莖接近音)은 닿소리의 하나이다.

## 조음 방법
- 혀끝을 치조(또는 치조구개나 치조후)쪽으로 올린다.(이때 혀가 닿으면 안 된다.)
- 그대로 성대를 울리면서 혀를 아래로 내린다.

## 특징
- 이에서 조음되며 파열, 마찰 등을 전혀 하지 않는 접근음이다.
- 혀를 치조나 그 주변에 대는 치조음이다.
- 조음할 때 성대가 울리는 유성음이다.
- 입을 통하여 공기가 빠져나가는 구강음이다.
- 기류가 혀 옆이 아니라 중앙으로 빠져나가는 중설음이다.
- 발성 방법은 인후나 입이 아니라 폐로부터 발성기관으로 공기가 빠져나가는 폐장기류음이다.

## 발음의 예
- 이보어: r에서 후치경음으로 난다.
- 페로어, 시칠리아어: r에서 이 소리가 난다.
- 아삼어: ড়에서 이 소리가 난다.

## 같이 보기
- 치경 접근 수반음